# Regnosaurus
Regnosaurus (лат., возможное русское название — регнозавр; буквально: ящер регнов) — сомнительный род четвероногих растительноядных динозавров из подотряда тиреофор, живших во времена нижнемеловой эпохи на территории современной Великобритании.

## Особенности строения
Единственные известные остатки Regnosaurus — голотип BMNH 2422, правый фрагмент нижней челюсти. Сохранившийся фрагмент в длину 15,5 см и включает в себя 15 зубных альвеол. Также имеются несколько непрорезавшихся зубов. Некоторые другие окаменелости, такие как тазовые кости, найденные на острове Уайт, также относили к этому роду, но вследствие отсутствия полного скелета, их однозначная идентификация затруднена. То же самое справедливо и для остеодермальных шипов, найденных палеонтологом Вильямом Блоус в 2001 году.
Динозавр предположительно обладал строением тела, характерным для всех стегозавров. Скорее всего, он был сравнительно небольшого размера, примерно 4 метра в длину.

## История открытия
Окаменелые остатки, представлявшие собой фрагменты нижней челюсти, были обнаружены неподалёку от населённого пункта Какфилд в Западном Суссексе, Англия, и были выставлены в Лондонском Музее естественной истории. В 1839 году при посещении музея на данный экземпляр обратил внимание Гидеон Мантелл. Вскоре он заключил, что фрагменты челюсти принадлежат игуанодону, причём детёнышу (чья челюсть к тому времени ещё не была описана). 8 февраля 1841 года он преподнёс фрагменты как челюсть игуанодона Лондонскому королевскому обществу. Это заявление поспешил опровергнуть Ричард Оуэн, на основании отсутствия чётких доказательств. Позже, в 1848 году, когда были найдены настоящие челюсти игуанодона, Мантелл изменил своё мнение и отнёс фрагменты голотипа к отдельному виду и роду, которому дал название Regnosaurus northamptoni. Родовое название Regnosaurus происходит от наименования племени регнов, некогда живших на территории Суссекса. Видовое название было дано в честь Спенсера Джошуа Комптона, графа Нортгемптон, который на тот момент как раз собирался сложить с себя полномочия президента Королевского общества. В соответствие с современными правилами бинарной номенклатуры, правильное название вида — Regnosaurus northampthoni.

## Филогения
Вначале считавшийся игуанодонтидом, Regnosaurus был позже отнесён к «бронированным» динозаврам. В 1888 году Ричард Лидеккер отнёс ящера к семейству сцелидозаврид (Scelidosauridae), Фридрих фон Хюне в 1909 году классифицировал его как члена упразднённой ныне группы Omosauridae, а в 1911 году Карл Альфред фон Циттель отнёс ящера к кладе Stegosauridae. Однако все эти группы в те времена имели другие границы, и также включали в себя «бронированных» динозавров. Насчёт Regnosaurus имелись и совсем оригинальные идеи — так, Джон Остром предположил, что он вообще являлся завроподом.
Первым, кто предположил, что Regnosaurus — это стегозавр в современном смысле слова, был Джордж Ольшевски в 1993 году. Данное предположение было подтверждено Полом Бареттом и Полом Апчёрчем в 1995 году, заключившими, что ящер очень близок к гилеозавру из-за сходства челюстей. Из-за того, что остатки Regnosaurus столь неполны и редки (фактически, только фрагменты челюсти однозначно принадлежат виду), многие учёные считают, что Regnosaurus northamthoni — это nomen dubium в пределах подотряда тиреофоров.